# Sphaerosyllis aciculata
Sphaerosyllis aciculata är en ringmaskart som beskrevs av Thomas H. Perkins 1980. Sphaerosyllis aciculata ingår i släktet Sphaerosyllis och familjen Syllidae.
Artens utbredningsområde är Mexikanska golfen. Inga underarter finns listade i Catalogue of Life.